# Nedre Ivarstjärnen
Nedre Ivarstjärnen är en sjö i Orsa kommun i Dalarna och ingår i Dalälvens huvudavrinningsområde. Sjön har en area på 0,153 kvadratkilometer och ligger 272 meter över havet. Sjön avvattnas av vattendraget Finnsjöån.

## Delavrinningsområde
Nedre Ivarstjärnen ingår i det delavrinningsområde (680592-145604) som SMHI kallar för Utloppet av Nedre Ivarstjärnen. Medelhöjden är 274 meter över havet och ytan är 0,63 kvadratkilometer. Räknas de 5 avrinningsområdena uppströms in blir den ackumulerade arean 41,32 kvadratkilometer. Finnsjöån som avvattnar avrinningsområdet har biflödesordning 3, vilket innebär att vattnet flödar genom totalt 3 vattendrag innan det når havet efter 406 kilometer. Avrinningsområdet består mestadels av skog (53 procent). Avrinningsområdet har 0,15 kvadratkilometer vattenytor vilket ger det en sjöprocent på 23,5 procent.